# 克里斯蒂安·戴伊
克里斯蒂安·戴伊（英語：Christian Day；1983年6月24日—）是一位英格蘭橄欖球運動員。他是英格蘭國家橄欖球隊的一員，代表英格蘭參加了2014年橄欖球六國賽。